# خانه کربلائی رمضان یزدانی
خانه کربلائی رمضان یزدانی مربوط به دوره قاجار - دوره پهلوی است و در شهرستان خاتم، بخش مروست، دهستان هرابرجان، روستای ترکان واقع شده و این اثر در تاریخ ۱۶ دی ۱۳۸۷ با شمارهٔ ثبت ۲۴۴۲۸ به‌عنوان یکی از آثار ملی ایران به ثبت رسیده است.